# Chokorgyel
Chokorgyel is een Tibetaans boeddhistisch klooster in Tibet uit de gelugtraditie.
Het klooster ligt op 160 km ten zuidoosten van Lhasa en op 115 km ten noordoosten van Tsetang. Het klooster bevindt zich op een hoogte van ongeveer 4500 meter. Het heilige meer Lhamo Latso dat op een hoogte van ongeveer 5000 meter ligt is op een loopafstand van vier uur te bereiken.

## Geschiedenis
In 1509 had de tweede dalai lama, Gendün Gyatso, hier een meditatiegrot en richtte hij een kluizenarij op. De Oirat-Mongoolse stam Dzjoengaren bracht het klooster zware verwoestingen toe in 1718, waarna de herbouw direct in gang gezet werd door de regent Kangchene.
Het klooster was een belangrijke stopplaats voor hooggeplaatste lama's die onderweg waren naar het meer Lhamo Lha-so. Het bood onderdak aan 500 monniken, totdat tijdens de Culturele Revolutie (1966-76) het gehele klooster werd geplunderd. Alle houtdelen werden uit het klooster gehaald, zodat er alleen nog een stenen geraamte zonder dak overbleef. Later is de hoofdhal herbouwd en wonen er weer enkele monniken.